# Peyman Keshavarzi
Peyman Keshavarzi (en persa: پیمان کشاورزی‎; Shabestar, Irán, 6 de marzo de 1995) es un futbolista iraní. Se desempeña como Centrocampista en el Tractor Sazi de la Iran Pro League.

## Carrera futbolística
Comenzó en la academia del equipo iraní Tractor Sazi, antes de ser ascendido al primer equipo en 2014. Jugó 1 juego para el primer equipo, antes de unirse a Machine Sazi en 2016. En total, pasó 5 años jugando en Irán con Tractor Sazi, Machine Sazi, Esteghlal Ahvaz y Gostaresh Foulad F.C., antes de unirse al equipo de Azerbaiyán Sumgayit en 2019. Se incorporó a Sabail FK en junio de 2020.
El 16 de marzo de 2021, se reincorporó a Tractor SC.

## Clubes
| Club            | País       | Año       | Partidos | Goles |
| --------------- | ---------- | --------- | -------- | ----- |
| Tractor Sazi    | Irán       | 2014-2015 | 1        | 0     |
| Machine Sazi    | Irán       | 2016-     | 0        | 0     |
| Esteghlal Ahvaz | Irán       | 2017-     | 7        | 0     |
| Machine Sazi    | Irán       | 2018      | 6        | 0     |
| Sumgayit FK     | Azerbaiyán | 2019      | 2        | 0     |
| Səbail FK       | Azerbaiyán | 2020      | 17       | 2     |
| Tractor Sazi    | Irán       | 2021      | 4        | 0     |

## Selección nacional
| Selección | Año  | Partidos | Goles |
| --------- | ---- | -------- | ----- |
| Sub-23    | 2014 | 2        | 0     |